# Krasznamihályfalva
Krasznamihályfalva (románul Mihăieni) település Romániában, Szatmár megyében.

## Fekvése
Szatmár megyében, Erdődtől délnyugatra Gyöngy és Ákos között fekvő település.

## Népesség
| 2011 | 485 |
| 2021 | 435 |

## Nevének eredete
Neve a magyar Mihály személynévből ered.Román neve a magyarból való.

## Története
Krasznamihályfalva nevét az oklevelek 1380-ban említették először Mihályfalva, Myhalfalwa néven.
1410-ben Középszolnok megyéhez tartozott és a Kusalyi Jakcsok birtoka volt.
1489 előtt Mihályfalvi György birtokának írták, Mátyás király ekkor iktattatta be a kolozsmonostori konvent által Mihályfalvi György Katalin nevű leányát Bőnyei Jánosnét itteni birtokába.
1555-ben Csire (Chyre) Hedvig, Csaholyi Péter özvegyének és leánytestvérének birtoka volt.
1558-ban Somlyai Báthory Zsigmond erdélyi vajda Eörményesi János és Szepedi Kata Anna leányának Köbölkuthi Jánosnénak nemesi kúriűval együtt birtokrészt adományozott.
1676-ban Perecseni Nagy Andrásnak is volt itt birtoka.
1705-ben Pap Zsigmondot és Lászlót írták itt birtokosnak.
1805-ös összeíráskor adómentes nemesek itt Szentkirályi Miklós, Virág János, Farkas Sándor, Balogh Péter, Szebeni Zsigmond, Récsei József, Balogh Pál, Balogh Imre.
1847-ben 1025 lakosából 11 római katolikus, 156 görögkatolikus, 849 református, 9 izraelita.
1890-ben 771 lakosa volt, ebből 667 magyar, 1 tót, 103 oláh, melyből római katolikus 34, görögkatolikus 43, evangélikus 1, református 564, izraelita 9.
1910-ben 757 lakosából magyar 696 (91,94%), oláh 61 (8,06%).
A trianoni békeszerződés előtt Krasznamihályfalva Szilágy vármegye tasnádi járásához tartozott.

## Nevezetességek

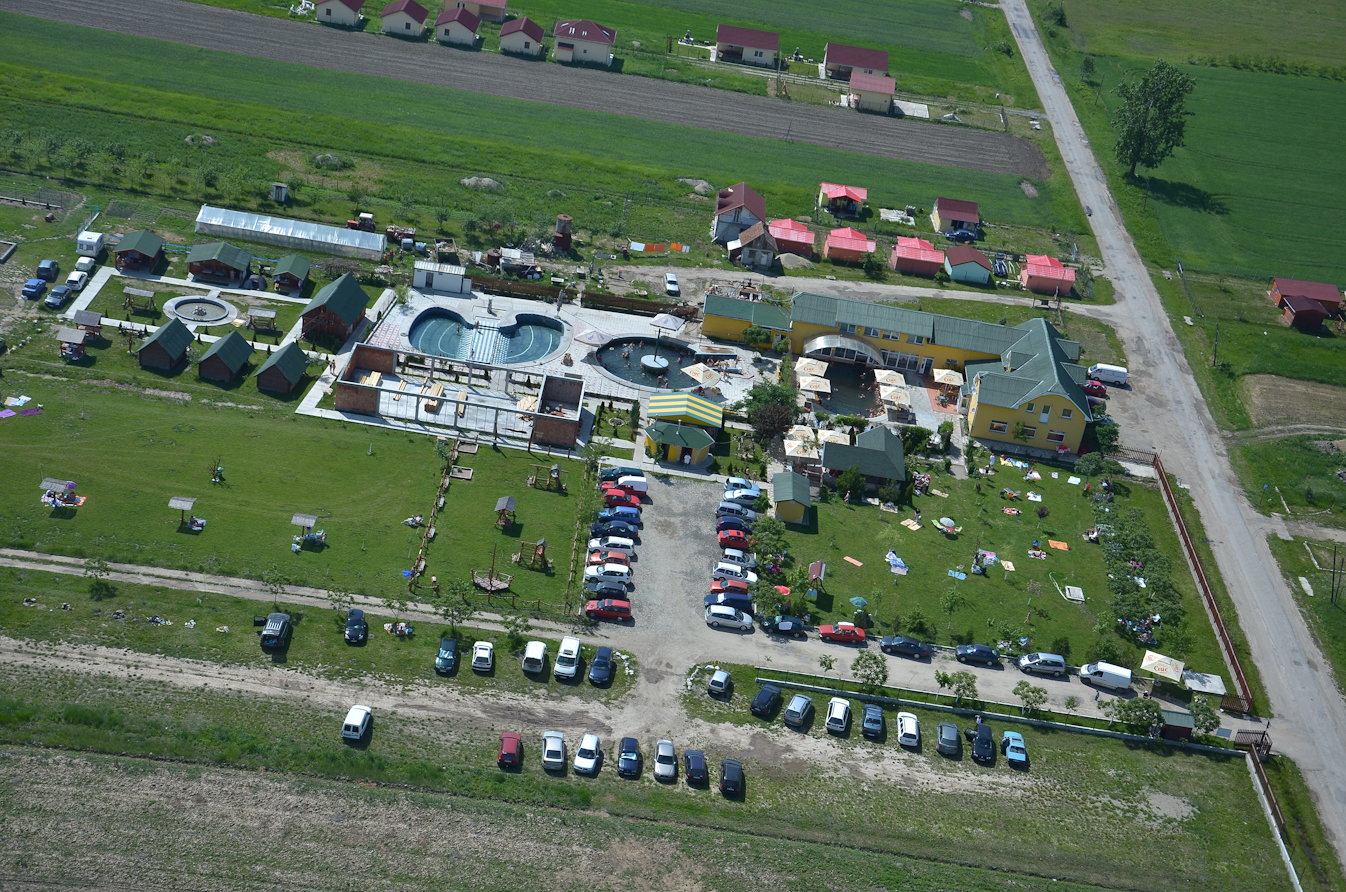
Termálfürdője

- A református templom, mely 1862-1869 között épült Pribék Béla tervei alapján, a korai eklektika kitűnő példája. 1870-ben került sor a felszentelésére. A templom egyik termében dr. Mihályfalvy (Róth) Zsigmond orvos, első világháborús hős és felesége hamvai pihennek, a toronyszobában egyházi könyvtár található. 2005-ben avatták fel a -  M.A. de Ruyter Ifjúsági Keresztyén Központot -, mely homlokzatán emléktábla és plakett hirdeti a nagy múltú holland tengernagy tetteit. Erdélyben egyedüli emlékhelye a gályarab lelkipásztorokat kiszabadító admirálisnak.
- A régi református temetőben nyugszik torboszlai és szentháromsági Beretzky György (Zilah, 1807- Krasznamihályfalva, 1876), ma is áll faragott emlékoszlopa. Beretzky 1848-ban a Szilágyság védelmének megszervezője, töredékben fennmaradt emlékiratai a szabadságharc kevésbé ismert oldalát festik meg, több figyelmet is érdemelne.
- Görögkatolikus (jelenleg ortodox) temploma 1929-ben épült.
- Termálfürdője az utóbbi évek során épült ki, évről évre bővülő szolgáltatásokkal és nagyobb infrastruktúrával várja az üdülni ill. gyógyulni vágyókat.
- A falu szélén lévő Degenfeld Sándor-kúria